# Mariam Bekauri
Mariam Bekauri (en georgiano მარიამ ბექაური; Tiflis, 8 de enero de 1990) es una novelista georgiana.

## Biografía
Mariam Bekauri se graduó de la Universidad Estatal de Tiflis en la especialidad de psicología. Nacida en 1990, forma parte de una generación de jóvenes autores georgianos —junto a Tsotne Tskhvediani, Salome Benidze y otros— que aportan nuevas ideas a la escena literaria establecida.

## Obra
Mariam Bekauri ha aparecido activamente en el ámbito literario desde 2009, cuando se publicó su cuento Hermanas. En el certamen Autumn Legend 2009, su relato Blues de la lavandería recibió la consideración por parte del comité del ayuntamiento de Tiflis y, desde entonces, ha recibido varios premios literarios en su país natal. En 2012 Sisters fue incluido en la antología Ficción georgiana contemporánea, publicada en Estados Unidos. Asimismo, en 2009, 2010 y 2012 sus relatos aparecieron en Modern Prose Anthology '15 Best Short Stories', recopilación publicada anualmente en Tiflis.
Su primera colección de cuentos, Electrogeneración, se publicó en 2012, y fue seguida de tres novelas que despertaron el interés del público georgiano.
En la primera de ellas, La abuela, Ray y América (ბებია, რეი და ამერიკა, 2012), la autora reflexiona sobre el mayor dilema de su generación: analizar, sentir y sobrevivir por los ideales, las expectativas y, lo más importante, las tradiciones, tan difíciles de abandonar.